# 스트루폴리

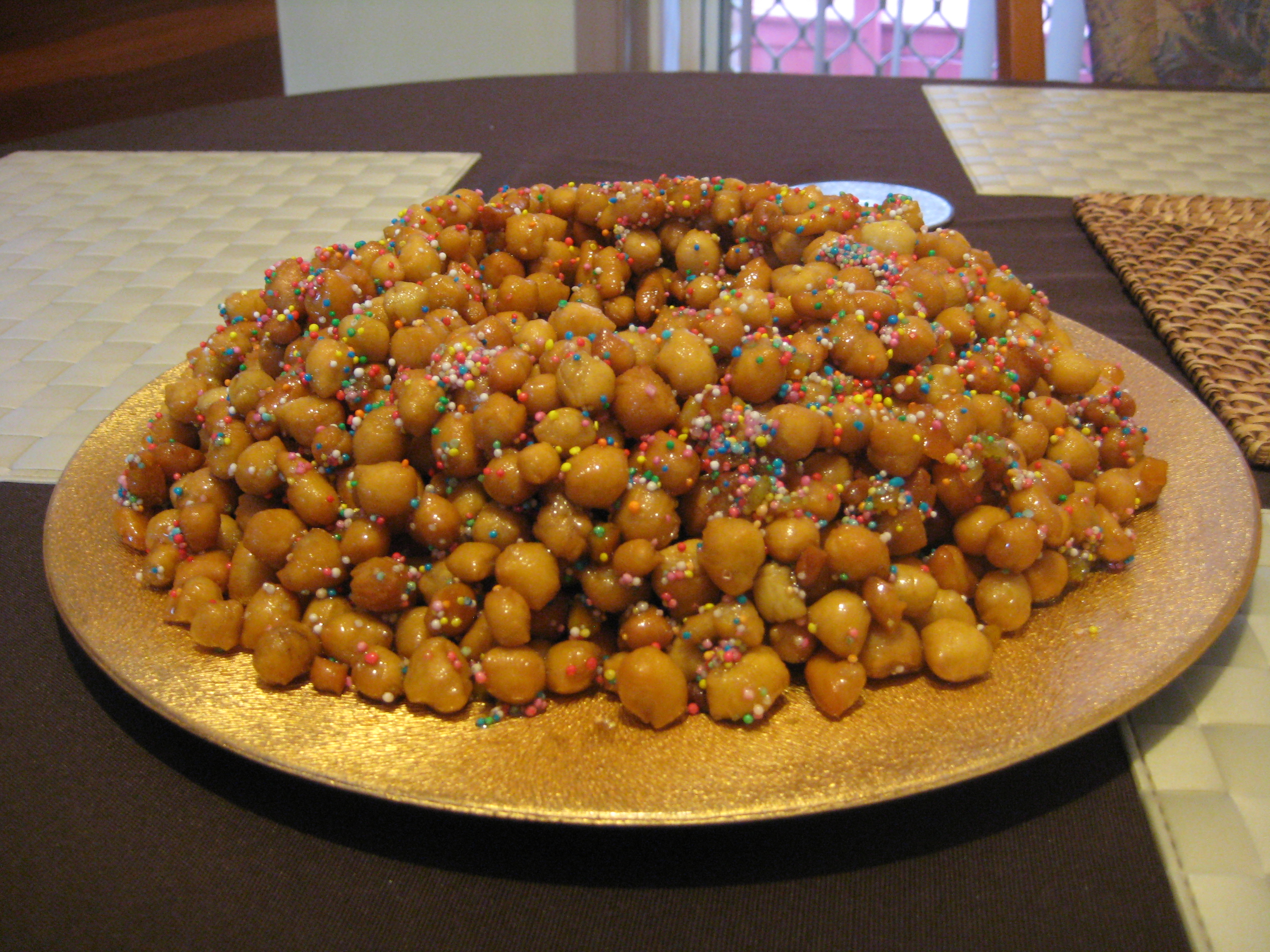
스트루폴리의 모습.

스트루폴리(Struffoli)는 이탈리아 나폴리의 고유 후식으로 작은 구슬 크기로 반죽을 볼로 만들어 튀긴 요리이다. 바깥을 씹을 때는 바삭바삭한데 구운 뒤에 꿀과 다른 재료를 뿌려서 장식하기도 한다. 여러 방법이 있지만 시나몬이나 오렌지 가루 등을 뿌리기도 한다. 칼라브리아 주에서는 scalilli라 부르기도 한다.
보통 크리스마스에 먹으며 차게 먹지 않고 따뜻하게 먹기도 한다.
M&M 초콜렛과자처럼 작은데 작은 가방에 담아 선물로 주기도 한다. 끈적끈적하기 때문에 물과 함께 먹는 것이 좋다.

## 같이 보기
- 이탈리아 요리
- 도너츠
- 피그놀라타